# 뉴스핌
뉴스핌은 대한민국의 언론 미디어 그룹이다. 종합 민영 통신사 뉴스핌 통신과 경제 재테크 월간지 안다로 구성됐다. 2003년 4월 온라인 경제신문으로 창간했다. 2016년 7월 월간 ANDA를 창간했다. 이어 2018년 4월 민영 통신사로 전환했다. 본사는 서울시 영등포구 국제금융로70 미원빌딩에 위치해 있다. 대표이사는 민병복이다.
영어로는 NewsPim 또는 Newspim으로 표기한다.

## 개요
2003년 4월 뉴스핌은 온라인 경제 전문 매체로 창간했다. 사시(社是)는 정보후생(正報厚生). 캐치프라이즈는 글로벌 성공 동반자이다.
2006년 6월부터 코스콤에 뉴스핌의 기사를 독점적으로 제공했다. 2007년 5월에는 키움증권 하나대투증권 팍스넷 씽크풀에 기사를 제공하기 시작했다. 그해 6월에는 한국은행(BOMIS 정보통신망)에 기사를 공급했다.
2008년 3월부터는 대우증권과 교보증권, 그리고 포털사이트인 다음에 기사를 제공했다. 같은 해 9월에는 현대증권과 포털사이트 네이버에 기사를 공급하기 시작했고, 10월부터는 동부증권과 KB증권 삼성증권 미래에셋증권에 기사를 제공하기 시작했다. 2009년 6월에는 로이터통신사와 기사 독점 공급계약을 체결했다.
2018년 4월 10일 창간 15주년을 맞아 민영 통신사 전환을 공식 선언했다.

다우 존스의 Factiva에 뉴스를 공급하는 신문사 중 하나이다.

## 연혁
- 2003년 4월: 창간
- 2006년 6월: 코스콤 뉴스핌 기사 독점 제공[6]
- 2007년 6월: 한국은행(BOMIS, 정보통신망) 기사 제공
- 2009년 6월: 로이터통신 기사 국내 독점 제공
- 2011년 2월: 블룸버그통신, 다우존스 기사 제공
- 2012년 5월: 제1회 서울 이코노믹 국제포럼 개최
- 2012년 8월: 뉴미디어본부 신설
- 2013년 2월: 중국본부 신설
- 2013년 4월: 창간 10주년 기념 제2회 서울 이코노믹 국제포럼 개최
- 2013년 5월: 중국경제연구소 출범
- 2013년 7월: 중국 인민망 기사 공급 및 제공
- 2014년 1월: 네이버 뉴스스탠드 기사 제공
- 2014년 7월: 프리미엄 뉴스 서비스 'ANDA' 서비스 오픈
- 2016년 8월: 글로벌 성공투자 동반자 月刊 'ANDA' 발간
- 2018년 4월: 종합 민영통신사 전환

국영통신사인 연합뉴스를 제외하고는 민영통신사 중 규모가 3번째로, 대한민국 민영뉴스통신사 대표인 뉴시스, 뉴스1, NSP통신, 아시아뉴스통신사,  뉴스웍스, KNS뉴스통신사, 국제뉴스 등으로 구분되지만, 경제지로 시작했고 통신사로 전환한지 얼마되지 않아 뉴스통신사로서의 인지도는 높지 않다.

## 같이 보기
- 한국어 신문 목록

1. ↑  
뉴스핌 '통신사 전환' 선포…"글로벌 리더 지름길될 것"
2. ↑  https://www.bloomberg.com/research/stocks/private/snapshot.asp?privcapId=208512539
3. ↑  “보관된 사본”. 2018년 10월 7일에 원본 문서에서 보존된 문서. 2018년 10월 7일에 확인함.
4. ↑  “보관된 사본”. 2017년 4월 15일에 원본 문서에서 보존된 문서. 2017년 4월 15일에 확인함.
5. ↑  pdf file: https://dow-jones-2097.docs.contently.com/print/106981?raw_file=true
6. ↑  코스콤-뉴스핌, 전략적 제휴 체결, 디지털데일리, 2006.04.03, http://www.ddaily.co.kr/news/article.html?no=9215